# فيات 127
فيات 127 هي سيارة مدمجة من صناعة فيات كرايسلر أنتجت في 1971 وتوقف إنتاجها في 1983.
ظل إنتاجها في الأرجنتين حتى عام 1997. وقام بتصميمها الفنان التشكيلي «بيو مانزو».

## تاريخ الطراز فيات 127

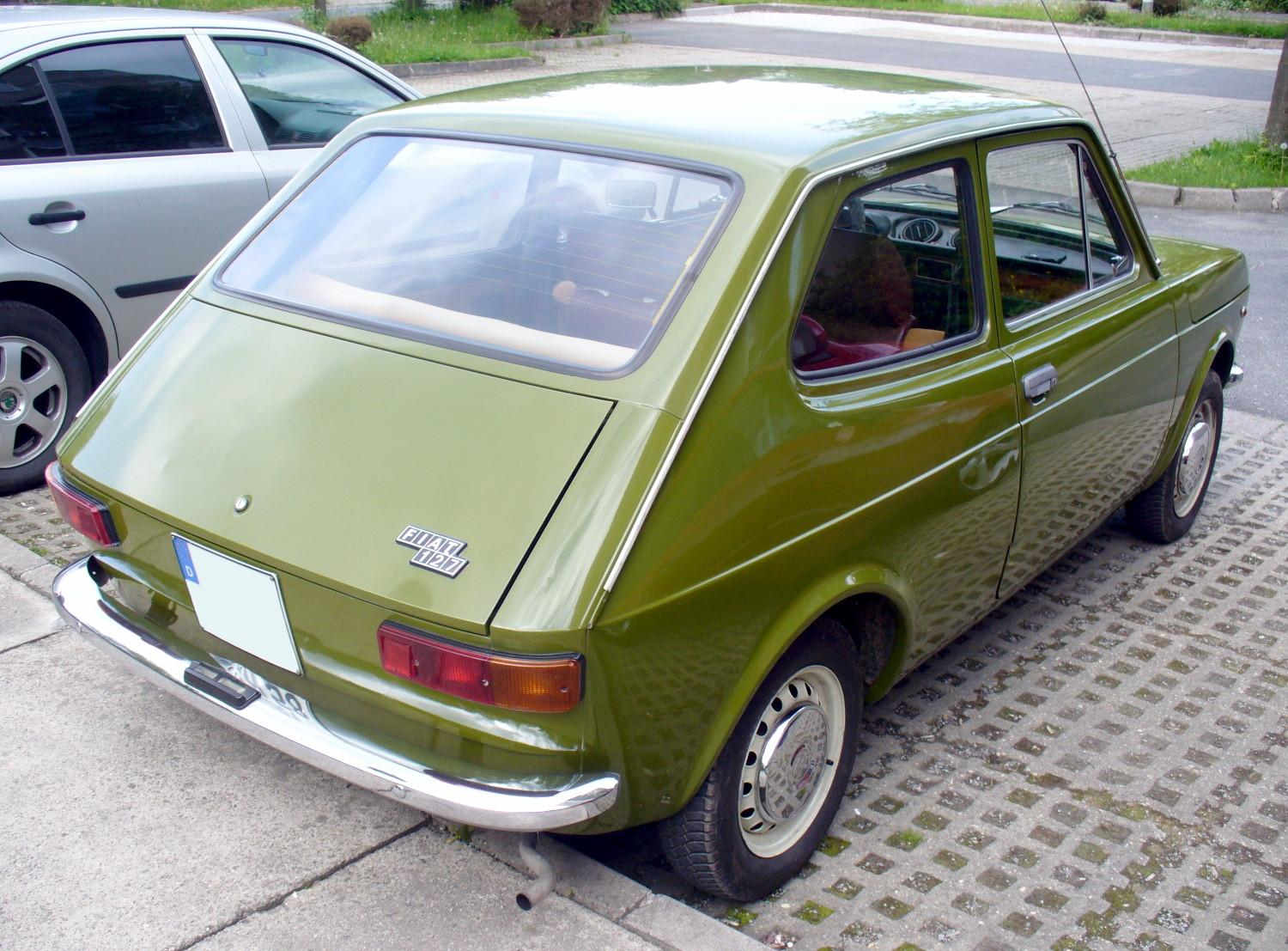
Heckansicht

في مارس 1971 فدمت شركة فيات سيارة تخلف السيارة فيت 850، وهي السيارة فيات 127. حصلت السارة فيات 127 على محرك عرضي أمامي، كما صممت خلفيتها لتكون مائلة، بحيث تسع مكانا معزولا لوضع الأمتعة.
وبعد عام واحد من الإنتاج وظهرت السيارة المنافسة «رينو5» في الأسواق، غيرت فيات السيارة فيات 127 لتحصل على باب خلفي مائل. وحصلت فيت 127 على لقب «سيارة عام 1972» وزادت مبيعاتها زيادة كبيرة.
كان محرك فيات 127 يسعة 905 سنتيمتر مكعب وقدرته 5و34 كيوواط (47 حصان ميكانيكي)، ويدور بسرعة 6200 دورة في الدقيقة. يقوم المحرك بدفع العجلتين الأماميتين. وفي عام 1973 تبعها الطراز فيات 127 سبيشيال وتحسنت إمكانياتها.

### تحسين الطراز
في خريف عام 1977 عدلت شركة فيات من تصميم فيات 127 وعدلت من أثاثها الداخلي وقدمت منها الأطرزة L, C و CL . وكان يحركها محرك بقدرة 45 حصان (وكان منها نوع يباع في ألمانيا يعمل بالنزين قدرة 29 كيلوواط (40 حصان), أو كما في حالة الطراز CL بمحرك جديد قدرة 37 كيلوواط (50 بي إس) سعة 1049 سنتيمتر مكعب. المحرك ذو أربعة أسطوانات.
جميع الأطرزة كانت تتميز بباب خلفي كبير، وكان لبعض سيارات الموديل الأساسي 900L بابين. كما أدخلت فيات طرازا للسيارة للنقل، تمثلا في طراز «فيات فيورينو» تميزت بسقف عالي.
مع مطلع عام 1978 ظهرت فيات 127 سبورت" بقدرة 51 كيلوواط (70 حصان)، وسعة 1049 سنتيمتر مكعب. وتتطور الطراز إلى الأنواع سبيشيال، سوبر، وسبورت؛ وزود بعضها بكاربوراتير مزدوج.
بعد عام 1981 صنعت السيارتان «127 دي» و «127 بانوراما» وكانت تصنع في البرازيل. كانت السيارة تصنع في البرازيل وتعمل بالديزل وتسمى هناك فيات 147.

## صور

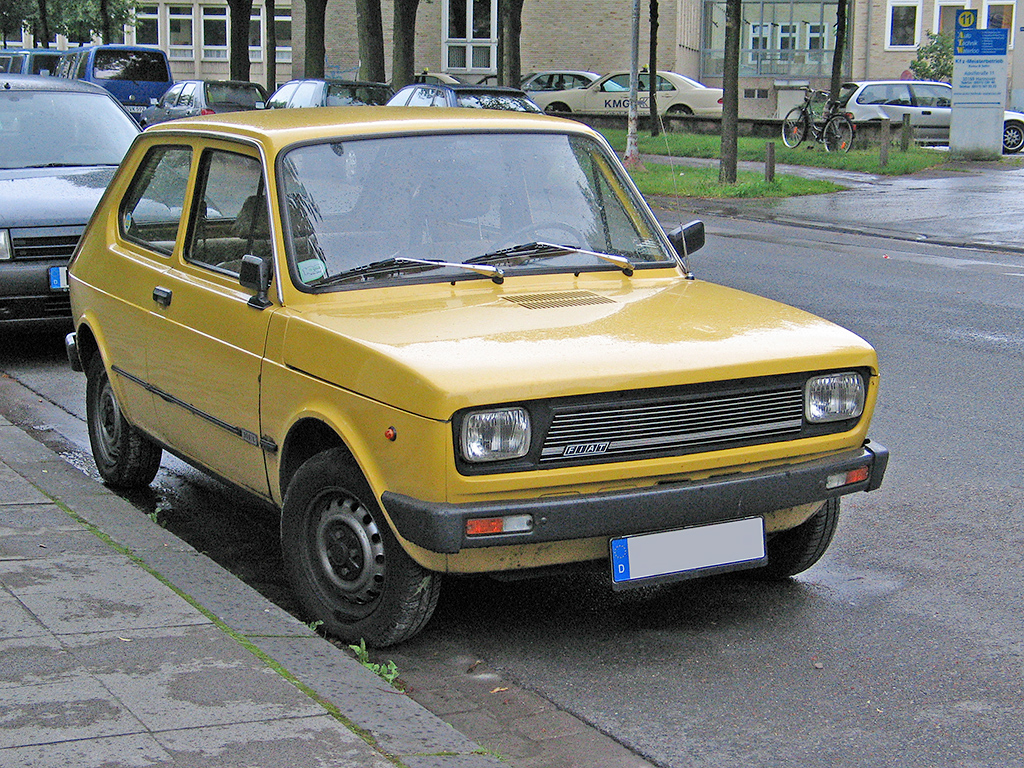
Fiat 127 (1977–1982)
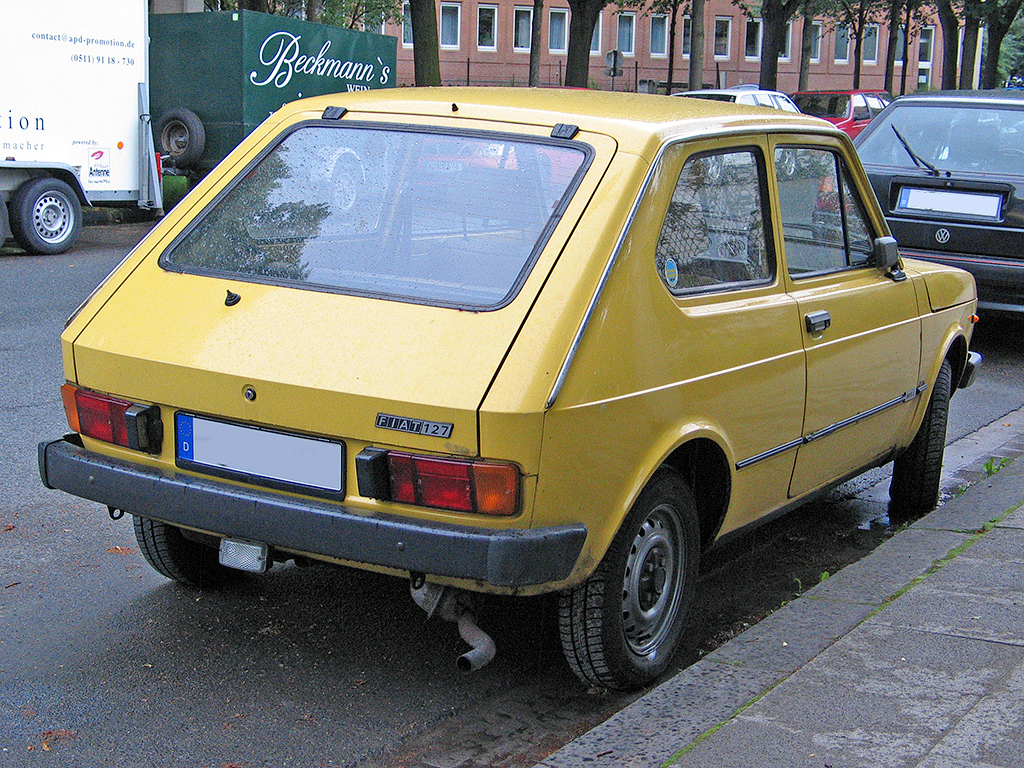
منظر خلفية السيارة
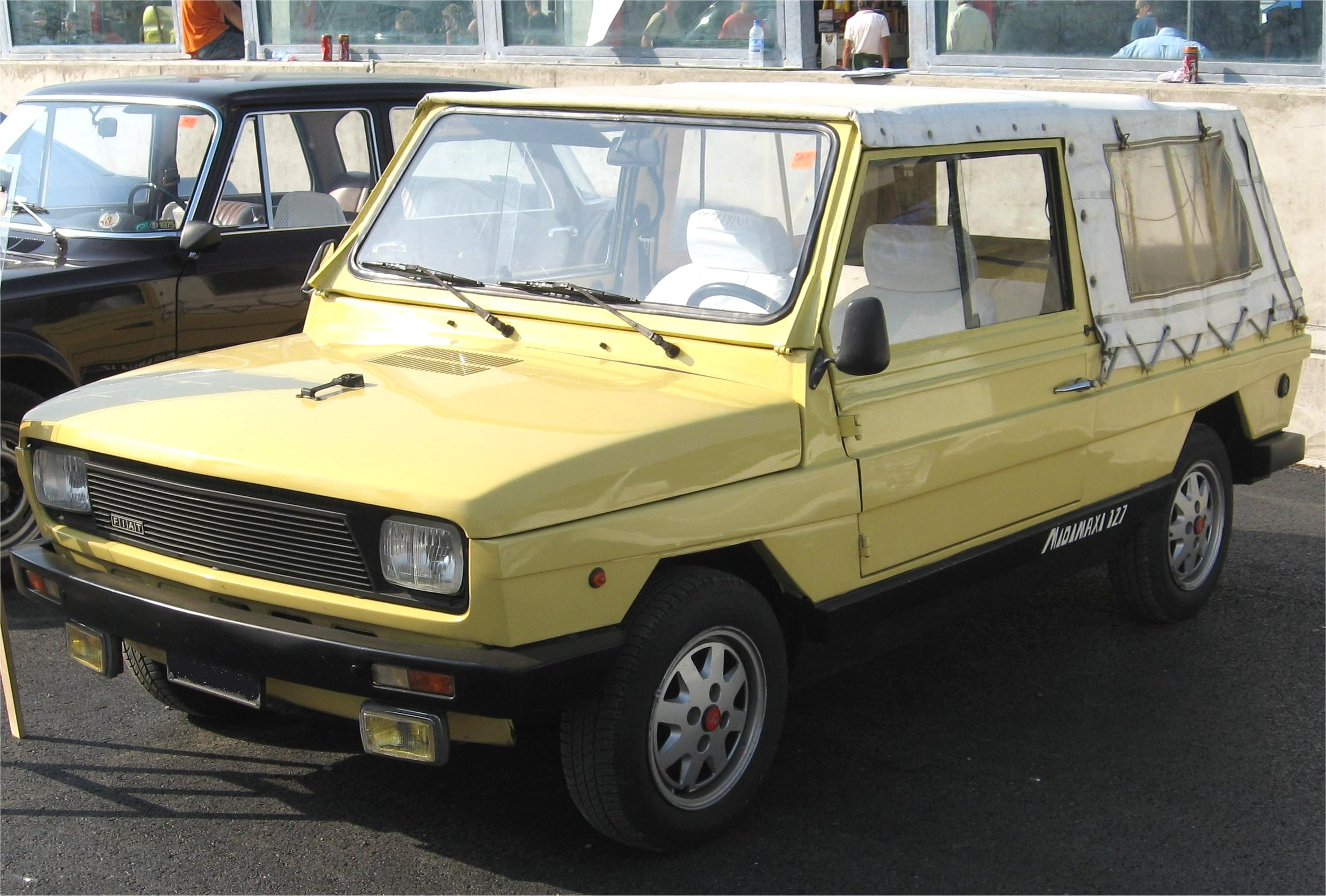
Fiat 127 Moretti Midimaxi (1978–1982)
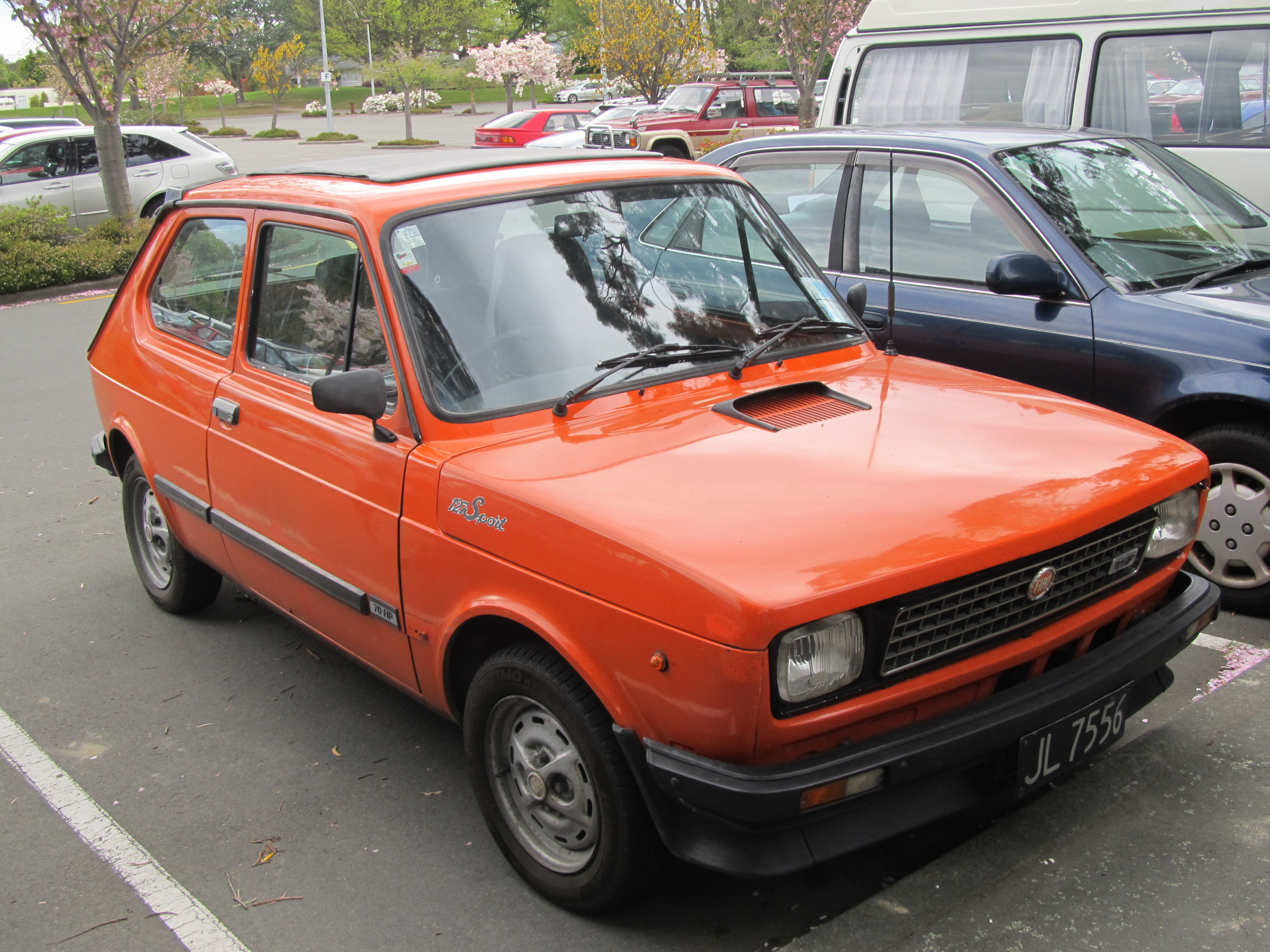
Fiat 127 Sport (1980)

في عام 1982 حصلت فيات 127 على تعديلات جذرية جديدة، وزود الطراز فيات 127 سبورت على محرك سعة 1301 سنتيمتر مكعب ينتج قدرة 55 كيلوواط (تعادل 75 حصان ميكانيكي).
وبعد تقديم فيات السيارة فيات أونو لتخلف فيات 127 في مارس 1983 بقي من الطراز فيات 127 نوعا واحدا فقط وكان في شكل «ليموزين» وأثات داخلي فاخر؛ ظل هاذ الطراز في الأسواق حتى عام 1987 .
وقد بيع من الطراز فيات 127 نحو 5و4 مليون سيارة (انظر كومنز أسفله).
في عام 2005 كانت توجد في ألمانيا نحو 300 سيارة من طراز فيات 127، وكانت تلك السيارات من إنتاج الأعوام بين 1971 حتى 1987.
صنعت هذه السيارة في أكثر من دولة وبأسماء مختلفة ولكنها احتفظت بشكلها الصغير

## اقرأ أيضا
- فيات 124 سبايدر